# Ajn Fattah
Ajn Fattah (arab. عين فتاح; fr. Aïn Fetah)  – jedna z 53 gmin w prowincji Tilimsan, w Algierii, znajdująca się w środkowej części prowincji, około 30 km na zachód od Tilimsan. W 2008 roku gminę zamieszkiwało 7352 osób. Numer statystyczny gminy w Office National des Statistiques d'Algérie to 1331.